# St James Conservation Area
Das St James Conservation Area ist ein Naturschutzgebiet in der Region Canterbury auf der Südinsel von Neuseeland. Das Gebiet untersteht dem Department of Conservation.

## Geographie
Das 78.000 Hektar große St James Conservation Area befindet sich südlich des Nelson Lakes National Park, eingegrenzt zwischen dem Lake Sumner Forest Park im Westen, dem Mollesworth Recreation Reserve im Osten und dem Hanmer Forest Park im Süden. Kaikoura liegt 75 km in östlicher Richtung und als nächstgrößerer Ort liegt Hanmer Springs rund 8 km südöstlich entfernt. Die St James Range, in dem das Naturschutzgebiet liegt, findet im 2126 m hohen Mount Princess im Norden ihren höchsten Punkt. Durch das St James Conservation Area fließen die Flüsse Waiau Uwha River, Waiau Toa / Clarence River, Stanley River, Edwards River und im nördlichen Teil des Naturschutzgebietes befinden sich die Seen Lake Tennyson, Lake Guyon und der kleine See Princess Bath.

## Geschichte
Das Gebiet des St James Conservation Area war vor dem Kauf durch den Nature Heritage Fund der neuseeländischen Regierung im Jahr 2008, bekannt als St James Station und mit seinen 78.000 Hektar Land, die größte Farm des Landes die je in privater Hand war. Das Gebiet ist seither im Besitz des Fund und wird vom Department of Conservation verwaltet.